# Breaza (Prahova)
Breaza is een stadje in de Roemeense provincie Prahova, in de regio Muntenië. Breaza heeft 15.928 inwoners (2011). De stad ligt in het zuidelijke gedeelte van het Bucegi-gebergte (Zie: Prahova of Transsylvaanse Alpen) op een hoogte van 520 m.
Breaza ligt ongeveer 100 km ten noorden van de Roemeense hoofdstad Boekarest.

## Geschiedenis
Breaza werd voor het eerst vermeld in het jaar 1431, door Alexandu I, die toen vorst was van Walachije.
De stad is altijd een belangrijke tussenstop geweest voor handelaars die reisden tussen Walachije en Transsylvanië.

## Klimaat
Breaza heeft een continentaal klimaat.
Januari is de koudste maand van het hele jaar, met een gemiddelde van -1,9 Celsius.
De heetste maand van het jaar is juli, met een gemiddelde van 19,6 Celsius.
De gemiddelde temperatuur doorheen het hele jaar is 19,3 Celsius.

## Nabije plaatsen
- Boekarest, 95 km
- Ploiești, 42 km
- Sinaia, 20 km
- Bușteni, 27 km
- Azuga, 29 km
- Predeal, 42 km
- Bran, 45 km

## Stedenband
Breaza heeft een stedenband met Kawasaki (Japan) en Give (Denemarken).

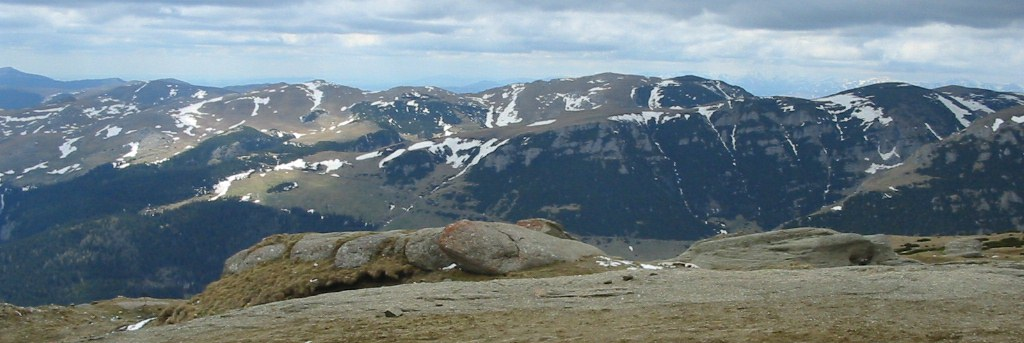
Het Bucegi-gebergte

## Geboren in Breaza
- Mira Feticu (1973), Roemeens-Nederlandse schrijfster